# NGC 2388
NGC 2388 est une galaxie spirale située dans la constellation des Gémeaux. NGC 2388 a été découverte par l'astronome germano-britannique William Herschel en 1793.

## Caractéristiques
NGC 2388 présente une large raie HI et c'est une galaxie lumineuse dans l'infrarouge (LIRG).

### Distance
Sa vitesse par rapport au fond diffus cosmologique est de4 280 ± 11 km/s, ce qui correspond à une distance de Hubble de 63,1 ± 4,4 Mpc (∼206 millions d'al).
À ce jour, trois mesures non basées sur le décalage vers le rouge (redshift) donnent une distance de 60,900 ± 2,261 Mpc (∼199 millions d'al), ce qui est à l'intérieur des valeurs de la distance de Hubble.

### Luminosité dans l'infrarouge
La luminosité de la galaxie NGC 2388 dans l'infrarouge lointain (de 40 à 400 µm) est égale à 1,26 × 1011 {\displaystyle L_{\odot }} (1011{\displaystyle L_{\odot }}) et sa luminosité totale dans l'infrarouge (de 8 à 1 000 µm) est de 1,70 × 1011 {\displaystyle L_{\odot }} (1011,23{\displaystyle L_{\odot }}).

## Paire de galaxies
Les galaxies NGC 2388 et NGC 2389 sont rapprochées sur la sphère céleste et elles sont à peu près à la même distance de nous. Elles forment une paire de galaxies qui sont probablement en interaction gravitationnelle.

## Supernova
La supernova SN 2015U a été découverte le 13 février 2015 dans NGC 2388 par Zheng Filippenko dans le cadre du programme LOSS (Lick Observatory Supernova Search) de l'observatoire Lick. Cette supernova était de type Ibn.